# Влодзімерка
Влодзімерка (пол. Włodzimierka) — село в Польщі, у гміні Осенцини Радзейовського повіту Куявсько-Поморського воєводства.
У 1975-1998 роках село належало до Влоцлавського воєводства.